# Abisara porphyritica
Abisara porphyritica är en fjärilsart som beskrevs av Hans Fruhstorfer 1914. Abisara porphyritica ingår i släktet Abisara och familjen Riodinidae. Inga underarter finns listade i Catalogue of Life.